# Thibaut Petit
Thibaut Petit est un entraîneur belge de basket-ball né le 9 mars 1980 à Liège (Belgique).

## Biographie
Son père étant le kiné du club belge des Spirou Charleroi, il baigne dans le basket-ball et côtoie l'entraîneur Giovanni Bozzi. Une blessure l'empêchant de jouer (dernière saison en 2000-2001 à Liège Saint-Louis), il devient à 20 ans entraîneur assistant de Huy. En 2005, il est nommé entraîneur du Dexia Namur, qui dispute l'Euroligue. Invaincu en ligue belge, il quitte le club au bout de six mois en raison d'un différend avec le président, pour rebondir en Suisse à Neuchâtel chez Université Basket Neuchâtel pour trois saisons et demie, équipe avec laquelle il affronte notamment les Russes de Chevakata en EuroCoupe et obtient un titre de Champion Suisse et deux Coupes de Suisse ! Il sera aussi la cheville ouvrière d'un centre de formation de très haut niveau qui permettra à une douzaine de jeunes filles entre 15 et 18 ans de s'entraîner 30 heures/semaine en semi-pro et d'obtenir deux titres juniors de Championnes suisses et d'entrer pour la plupart dans les cadres de l'équipe nationale. Il entraîne ensuite l'équipe masculine suisse de Monthey, toujours en Suisse, où il est sacré entraîneur de l'année et échoue en finale de la Coupe.
À l'été 2011, le président Monneret le choisit pour succéder à Bruno Blier à Arras en Ligue féminine de basket : « L'agent de Petit m'a contacté mi-avril et, après avoir procédé à une première sélection, nous l'avons rencontré vendredi 6 mai en soirée (…) Il est très ambitieux. On a senti une démarche globale qui nous plaisait. Il s'inscrit bien dans les valeurs du club, convivial et familial. C'est aussi un gros bosseur. Il m'a dit qu'après un match, il faisait des montages video et qu'il ne se couchait pas avant d'avoir fini pour que le lundi matin, chaque joueuse puisse voir ce qui va ou ne va pas (…) Son projet nous a plu. Il avait envie de se montrer en France. »
En mai 2012, Arras remporte la Coupe de France face à Bourges, obtenant ainsi la qualification pour l'Euroligue.
Coach des Castors Braine en 2013-2014, son contrat est prolongé de deux saisons, mais il quitte le club pour diriger une équipe masculine.
En juillet 2018, il rejoint Lattes Montpellier en parallèle à la préparation de l'équipe U18 des Suissesses. Après la qualification du club pour les finales du championnat de France, il prolonge de deux ans son contrat dans l'Hérault.
Euroleague 2020 , Thibaut Petit took third place in both the media and fan voting
http://www.fiba.basketball/euroleaguewomen/19-20/news/lapena-lands-euroleague-women-coach-of-the-year-award
Several finals and trophies in top level in France (women), Belgium (men and women) and Switzerland (men and women) + FIBA scene (Euroleague / Eurocup)
Pro since 15 years/ see awards below

## Entraîneur
- 1998-2002 : Belleflamme (Belgique)
- 2002-2004 : Huy (Belgique - Cadets, Juniors et D2 masc.)
- 2004-2005 : Charleroi (Belgique - D1 fém.) puis Huy (Belgique - D1 masc.)
- 2005-2006 : Dexia Namur (Belgique – D1 fém.) puis Neuchâtel (Suisse – LNBA masc.)
- 2006-2008 : Neuchâtel (Suisse – LNBA fém.)
- 2008: Équipe de Belgique de basket-ball féminin (assistant)
- 2008-2009 : Neuchâtel (Suisse – LNBA fém.)
- 2009-2011 : Monthey (Suisse – LNBA masc.)
- 2011-janvier 2013 : Arras Pays d'Artois Basket Féminin (France)
- 2013-2014 : Castors Braine (Belgique)
- 2014-2016 : Voo Verviers-Pepinster (Belgique)
- 2016 : Head Coach: Armenian U20 National Team -16 / European Championships U20 Division B in Chalkida (Greece) -16
- 2016-2017 : Liège-Basket (Belgique)
- 2017-2018 : Lugano Tigers (Suisse - LNBA Masc.)
- 2018-2021 : Basket Lattes Montpellier Méditerranée Métropole Association
- 2018- : U18 Suisse
- 2023-2025: Fribourg Olympic Basket (Suisse - LNBA Masc.)

## Palmarès
- Belgian D2 Champion -04
- Swiss LNA Champion -07
- Swiss LNA Regular Season Champion Women -07, 08, 09
- Swiss League Cup Women Winner 08, 09
- Eurobasket.com All-Swiss LNA Coach of the Year 08
- Swiss Cup Finalist M  -11,18
- EuroCup Quarterfinals W -12
- French LFB Cup Winner W -12
- Belgian Cup Winner -14
- Belgian League Regular Season Champion -14
- Belgian League Champion -14
- Eurobasket.com All-Belgian League Coach of the Year -14
- Swiss League Cup Finalist M -18
- Finalist LFB 2019
- Finalist Eurocup Women 2019
- Final8 Qualification Euroleague 2020
- Vainqueur de coupe de France 2021[5]• Finaliste LFB 2021
- Swiss LNA Regular Season Champion M - 2024
- Swiss Cup Winner M - 2024
- Swiss League Cup Men Winner M - 2024, 2025
- Fiba Europe M - Quarterfinals - 2025
- Eurobasket.com All-Swiss League Coach of the Year 2024